# Der Verlorene
Der Verlorene ist ein deutscher Spielfilm aus dem Jahre 1951. Es ist der einzige Film, bei dem der Schauspieler Peter Lorre auch selbst Regie führte. Der Film beruht auf einer Reihe von wahren Begebenheiten.

## Handlung
In der Nachkriegszeit trifft der vielbeschäftigte Arzt Neumeister in einem Flüchtlingslager einen ehemaligen Kollegen wieder. Der gesuchte Nazi Hösch nennt sich jetzt Novak, auch Neumeister hat seinen ursprünglichen Namen Rothe abgelegt. Der heruntergekommene Novak verspricht sich Hilfe von dem Lagerarzt, da er diesem einst einen Gefallen getan hätte. Rothe rollt darauf ihre gemeinsame Geschichte während des Nationalsozialismus auf.
Es erfolgt eine Rückblende nach Hamburg im Dezember 1943. Dr. Rothe ist ein Serumforscher. Für die Nazis ist seine Arbeit geheim und kriegswichtig. Seine Verlobte Inge spioniert seine Forschungen aus und beginnt ein Verhältnis mit Rothes Kollegen Hösch, der von der Abwehr in das Labor geschleust worden ist. Als Rothe von ihrem Verrat erfährt, ermordet er sie im Affekt. Doch die Nazis schützen den wichtigen Forscher vor der Verurteilung, obwohl dieser sich schuldig fühlt und nicht mehr weiterleben will. Hösch deckt ihn und verhindert damit eine Verurteilung Dr. Rothes. In einer Mischung aus Ekel, Lebensüberdruss und Schuldgefühlen ermordet Rothe eine fremde Frau, die ihn in der leeren S-Bahn während eines Luftangriffs zu umgarnen versucht.
Da Rothe sich selbst als Monster empfindet, will er sich umbringen – zuvor versucht er aber noch Hösch und dessen Vorgesetzten Oberst Winkler zu erschießen. Als er in Oberst Winklers Villa erscheint, findet er heraus, dass dieser mit einer Widerstandsgruppe einen Anschlag auf die Nationalsozialisten plant. Durch sein Erscheinen hat Rothe unbewusst Hösch auf die Spur der Gruppe gebracht. Hösch lässt den Widerstand zerschlagen, Oberst Winkler wird gehängt. Rothes Haus ist unterdessen bei einem Bombenangriff zerstört worden, wobei seine junge Untermieterin Ursula und Inges Mutter ums Leben kamen. Er selbst kann sich durch die Zerstörung des Hauses ebenfalls leicht als tot ausgeben, Hösch lässt nicht weiter nach dem Wissenschaftler suchen.
Zurück in der Gegenwart des Lagers glaubt Rothe, endlich in Hösch jemanden gefunden zu haben, der seine psychische Situation verstehen wird. Hösch hat sich nicht geändert und empfindet Rothes Schuldgefühle als fehl am Platze, stattdessen prahlt er mit der Ermordung von Oberst Winkler und will die Vergangenheit bedenkenlos hinter sich lassen. Rothe erschießt daraufhin Hösch und richtet anschließend sich selbst, indem er sich vor einen Zug stellt.

## Hintergrund
Der Film wurde im Dezember 1950 und Januar 1951 im Flüchtlingslager Heidenau in der Lüneburger Heide gedreht. Als Studios dienten das Atelier Hamburg-Heiligengeistfeld und das Atelier Hamburg-Bendestorf. Die Bauten besorgten Franz Schroedter und Karl Weber, als Produktionsleiter fungierte Heinz Abel. Die Uraufführung des Films fand am 7. September 1951 in Köln statt.
Die 2007 erschienene DVD enthält als Bonusmaterial neben Harun Farockis Film Peter Lorre – Das doppelte Gesicht (1984) auch die Dokumentation Displaced Person – Die Entstehung von Peter Lorres Film von Robert Fischer, die sich detailliert mit der Entstehungsgeschichte von Der Verlorene auseinandersetzt und dabei auch Zeitzeugen wie die Schauspielerin Gisela Trowe zu Wort kommen lässt.

## Kritiken
Der Verlorene war bei seiner Veröffentlichung ein Misserfolg beim Publikum und erhielt ebenfalls nur durchwachsene Kritiken. Lorre zeigte sich von der Rezeption enttäuscht und kehrte in die Vereinigten Staaten zurück. Seitdem ist das Ansehen des Filmes allerdings deutlich gewachsen und er wird heute zumeist positiv besprochen.

„Ungeachtet einiger Schwächen in der Verzahnung der Geschichte und der psychopathologischen Zeichnung ein atmosphärisch sehr dicht und quälend eindringlich gestalteter, hervorragend gespielter Film, der in der deutschen Nachkriegsproduktion seinesgleichen sucht und lange Zeit verkannt blieb.“

„Die dumpfen Schatten der Vergangenheit, die zögerlich herankriechen, die unterschiedlichen Charaktere der beiden Hauptakteure sowie die ausführlichen Betrachtungen über Angst, Schuld und Sühne erschaffen eine dichte Spannung, innerhalb welcher sich in Rückblicken eine zutiefst hintergründige Geschichte offenbart, die zu Beginn des Films als tatsächlich geschehen ausgewiesen wird. Mit dieser Einführung unterstreicht Regisseur Peter Lorre sein mitunter durchaus provokatives Anliegen, das damals junge Nachkriegsdeutschland zu einer gründlichen Auseinandersetzung mit seiner jüngsten Vergangenheit herauszufordern – vergeblich, denn Der Verlorene fand seinerzeit kaum Publikum und wurde nach nur wenigen Tagen Spielzeit [...] aus dem Programm genommen.“

„Mit diesem Film ist deutsche Nachkriegsgeschichte so präzise gezeigt worden, wie es nur einem möglich ist, der selbst Opfer war und einen Täter spielt, der weiß, dass er Schuld hat. Lorre hat damit auch seine eigene Geschichte als Schauspieler und seine harten Erfahrungen als Emigrant thematisiert und sie mit dem Film auf spannende Weise verwoben. Der Film diagnostiziert, was fortan Lorres Schicksal bleiben sollte: Er fand keinen Ort mehr.“

## Auszeichnungen
- Der Verlorene war der erste Film, der von der Filmbewertungsstelle Wiesbaden geprüft und bewertet wurde. Er erhielt das Prädikat „wertvoll“. In der Begründung heißt es u. a.: Die Handlung ist mit einer so ungewöhnlichen Eindringlichkeit gestaltet, die schauspielerische Leistung von Peter Lorre und den eingesetzten anderen Kräften, die Regie und die Kamera sind von einer filmischen Ausdruckskraft, wie sie kaum ein ausländischer Film der Nachkriegszeit gezeigt hat. Neben dieser ganz besonders künstlerischen Leistung steht aber auch die Tendenz des Films, die in so überaus notwendiger und eindringlicher Weise zeigt, bis zu welcher Vernichtung des Individuums ein diktatorisch gelenktes Staatswesen führen kann.

- Peter Lorre erhielt bei der Verleihung des Bundesfilmpreises 1952 eine lobende Erwähnung.